# هال (هلتسمیندن)
هال (به آلمانی: Halle) یک شهر در آلمان است که در Holzminden واقع شده‌است. هال ۱٬۷۰۲ نفر جمعیت دارد.